# Saîf-Eddine Khaoui
Saîf-Eddine Khaoui (arabisch سيف الدين خاوي, DMG Saif ad-Dīn Ḫāwī; * 27. April 1995 in Paris) ist ein tunesisch-französischer Fußballspieler.

## Karriere

### Verein

#### Anfänge beim FC Tours
Khaoui begann seine fußballerische Karriere bei einem kleineren Verein aus Franconville. 2008 wechselte er zum nicht weit entfernten Sannois St. Gratien Entente. Drei Jahre später wurde er von der Jugendabteilung des FC Tours verpflichtet. 2013/14 spielte er bereits mehrere Male in der fünftklassigen National 3. Sein Ligue-2-Debüt gab er am 14. Februar 2014 (24. Spieltag) gegen den FC Istres, als er in der 73. Minute für Andy Delort ins Spiel kam. Bis zum Saisonende lief er in insgesamt 10 Ligaspielen für Tours auf, davon bereits zweimal von Beginn an. In der Folgesaison lief er insgesamt nur zweimal in der Liga auf. Bei seinem ersten Saisoneinsatz am 13. Februar 2015 (24. Spieltag) schoss er gegen den AC Arles sein erstes Pflichtspieltor im Profibereich zum 2:2-Endstand. 2015/16 konnte er sich jedoch durchsetzen und spielte wettbewerbsübergreifend 27 Mal, wobei er drei Tore und vier Vorlagen schaffte.

#### Ersatzkraft bei Olympique Marseille und Leihen
Im Sommer 2016 wechselte er für circa eine Million Euro in die Ligue 1 zu Olympique Marseille, wo er über fünf Jahre unterschrieb. Gegen den FC Toulouse durfte er am 14. August 2016 (1. Spieltag) eine Halbzeit auf dem Platz stehen und gab somit sein Debüt in Frankreich höchster Spielklasse. Bei Marseille konnte er sich jedoch nicht Dimitri Payet und Morgan Sanson durchsetzen und kam nur neunmal, häufig als Einwechselspieler, zum Einsatz.
Daraufhin wurde er für die kommende Saison an ES Troyes AC verliehen. Bei einem 1:1-Unentschieden gegen Stade Rennes kam er zu einem ersten Kurzeinsatz und somit seinem Vereinsdebüt. Bereits bei seinem nächsten Einsatz, am zweiten Spieltag, schoss er gegen OGC Nizza sein erstes Tor in der Ligue 1 und bescherte seiner Mannschaft so den 2:1-Sieg. Über den größten Teil der Saison war er Stammspieler und spielte von Beginn an, so schoss er in seinen 32 Ligaeinsätzen insgesamt fünf Tore.
Auch nach seiner Rückkehr zu OM wurde er nicht benötigt und an den Ligakonkurrenten SM Caen verliehen. Am 15. September 2018 (5. Spieltag) spielte er das erste Mal für sein neues Team bei einem 2:2 gegen Olympique Lyon. Auch hier schoss er bei seinem zweiten Einsatz, erst am siebten Spieltag, seinen ersten Treffer, womit er maßgeblich Anteil an dem 2:2-Unentschieden gegen den HSC Montpellier hatte. Bei Caen lief es ähnlich wie bei Troyes, er machte 30 Partien (Liga: 26, Coupe de France: 3, Coupe de la Ligue: 1) und schoss insgesamt sechs Tore (Liga: 3, Coupe de France: 2, Coupe de la Ligue: 1).
Die Saison 2019/20 blieb er bei Marseille, bekam jedoch mit Valentin Rongier, der vor der Saison von Nantes kam, einen weiteren Konkurrenten dazu und spielte nur sieben Ligaspiele. Da Sanson zu Aston Villa ging blieb Khaoui auch noch die Saison 2020/21 bei OM und kam aufgrund des Abgangs zu mehr Einsatzzeit als in den vorgegangenen Spielzeiten. Gegen OGC Nizza schoss er am 17. Februar 2021 (11. Spieltag; nachgeholt) seine ersten beiden Tore für Marseille und war somit ausschlaggebend für den 3:2-Heimsieg. Insgesamt spielte er 2020/21 19 Mal und schoss zwei Tore.
Nach der Saison verlängerte er seinen Vertrag nicht und verließ den Verein. Mitte August unterschrieb er einen Ein-Jahres-Vertrag bei Aufsteiger Clermont Foot. Am 22. August 2021 (3. Spieltag) debütierte er für seinen neuen Arbeitgeber, als er gegen Olympique Lyon, bei einem 3:3-Unentschieden eingewechselt wurde. Im Sommer 2023 verabschiedete sich der Spieler aus Frankreich und wechselte auf die arabische Halbinsel zum Khor Fakkan Club.

### Nationalmannschaft
Im Juniorenbereich spielte Khaoui noch für den französischen Fußballverband und kam zu einem Einsatz bei der U18-Auswahl. Im Erwachsenenbereich entschied er sich jedoch für die tunesische Auswahl und debütierte am 23. März 2018 in einem Testspiel gegen den Iran in der Startformation. Anschließend wurde er für die WM 2018 in Russland nominiert, wo die Tunesen jedoch in der Gruppenphase scheiterten. Khaoui spielte dabei einmal, als er gegen Belgien über die volle Spielzeit spielen durfte (2:5). Nachdem er den Afrika-Cup 2019 verpasst hatte, war er danach wieder gesetzt und spielte nahezu jedes Qualifikationsspiel für den nächsten Afrika-Cup. In einem solchen Qualifikationsspiel schoss er gegen Libyen seine ersten beiden Nationalmannschaftstore und trug somit zum 4:2-Sieg der Tunesier bei.